# Podíl z akce
Podíl z akce (v anglickém originále A Piece of the Action) je sedmnáctý díl druhé řady seriálu Star Trek. Premiéra epizody v USA proběhla 12. ledna 1968, v České republice 14. února 2003.

## Příběh
Hvězdného data 4598.0 je hvězdná loď USS Enterprise NCC-1701 pod vedením kapitána Jamese Tiberius Kirka poblíž systému Sigma Iotia II, odkud po stoletém zpoždění přenosu dorazil radiový signál. Tehdy, ještě před zavedením základní směrnice posádka lodi USS Horizon kontaminovala tamější kulturu. Když Enterprise doráží na orbitu planety, kapitán Kirk mluví s Belou Okmyxem, samozvaným „šéfem“. Po dohodnutém termínu se Kirk, McCoy a Spock transportují na povrch planety. Zjišťují, že veškeré obyvatelstvo je ozbrojeno a vše vypadá jako na Zemi v Chicagu 20. let 20. století .
Výsadek je uvítán namířenou zbraní a postupně zjišťuje, že všichni obyvatelé jsou vlastně mafiáni a svět je rozdělen na několik území, každé s vlastním "šéfem". Bela Okmyx chce po Kirkovi, aby mu dodal phasery potřebné pro ovládnutí ostatních území. S tím samozřejmě Kirk nemůže souhlasit. Následně uvězněni ve sklepení a Okmyx jim dává lhůtu osm hodin pro dodání zbraní. Ještě předtím pan Spock objevuje onu kontaminaci. Kdosi z posádky Horizonu zde zanechal knihu „Chicagské gangy 20. let“ ze Země, vydanou roku 1992. Kniha spolu s příručkami na výrobu modernější techniky pomohla Iotianům ve vývoji. Iotiané jsou ale známí napodobováním čehokoliv a tak se celá civilizace vyvinula podle jediné knihy. Výsadku se podaří ze sklepů utéct. Kirk posílá Spocka a McCoye k rádiu, aby se spojili s lodí a transportovali je zpět. Sám si dává za úkol získat Okmyxe pro jednání o sjednocení populace, ale je zajat jedním z Krakových mužů. Jojo Krako je boss s druhým největším územím usilujícím o nadvládu stejně jako Okmyx. Nabídne Kirkovi podobnou nabídku s rozdílem, že je ochoten mu dát třetinu z akce. Kirk opět odmítne a je opět uvězněn. Později se mu daří znovu uprchnout.
Spocka s McCoyem na Enterprise kontaktují Okmyxe a vylákají ho zpět do svého domu pod záminkou pomoci. Jsou však po transportu zatčeni, ale vše mění Kirk, který přiběhl do místnosti s ukradeným samopalem. Jeho plán je dovést k jednání šéfy všech velkých území, aby se sjednotili i bez krveprolití. Spolu se Spockem se převlečou za gangstery a dobovým autem se vydávají ke Krakově domu. Zde se za pomoci malého místního chlapce dostanou do budovy Jojo Kraka. Zde jsou chyceni a namluví Krakovi, že vlastně Federace přišla planetu zabrat a nediskutovat se šéfy. Krako nechá Kirka zavolat loď a Scotty přenese Kraka na Enterprise. Po předchozích zkušenostech Spock protestuje, aby Kirk znovu řídil auto, ale nakonec souhlasí. Se Spockem zahrají na Okmyxe stejné divadlo a donutí jej obtelefonovat ostatní vůdce. Zároveň se domluví se Scottym, aby každého volaného transportoval do Okmyxova domu, kde má proběhnout jednání o smíru. Postupně tak naplní místnost jednotlivými pohlaváry největší gangů. Navzájem se hádají, ale shodují se v tom, že viděli pouze tři lidi z Federace a Krako dodává, že na lodi viděl pouze Scottyho. Mezitím dorazí Krakovy nohsledi a začnou na ulici střílet s Okmyxovými přívrženci. Pro demonstraci síly jim Kirk ukáže funkci lodních phaserů na omráčení. Když šéfové uvidí možnosti Federace, navrhují jako hlavního vůdce Kirka, ale ten odmítá a aby příměří vytrvalo, za použití jejich slovníku domlouvá podmínky podílu z akce.
Na lodi se Spock Kirka ptá, jak vysvětlí velení, že sem musí poslat každý rok hvězdnou loď pro onen podíl z akce. McCoy je zamlklý a později prozradí, že si není jistý, jestli neztratil v Okmyxově kanceláři komunikátor. Kirk se Spockem si z něj dělají legraci, že při spojení iotianského napodobování a technickému základu komunikátoru bude muset Federace za pár let dávat podíl z akce iotianům.